# Rekenwonder (computerspel)
Rekenwonder is een educatief computerspel dat werd ontwikkeld door Radarsoft. Het rekenspel werd in 1984 ontwikkeld voor de Commodore 64 en twee jaar later geschikt gemaakt voor de MSX-computer. Het spel kent twee varianten, de "Somregen" en de "Rekenflat". 